# Rislane
Rislane (àrab: رسلان, Rislān; amazic estàndard marroquí: ⵔⵉⵙⵍⴰⵏ, Rislan) és una comuna rural de la província de Berkane, a la regió de L'Oriental, al Marroc. Segons el cens de 2014 tenia una població total de 4.235 persones.